# 卡斯塔尼奥莱-德莱兰泽
卡斯塔尼奥莱-德莱兰泽（義大利語：Castagnole delle Lanze），是意大利阿斯蒂省的一个市镇。总面积21.37平方公里，人口3853人，人口密度180.3人/平方公里（2009年）。ISTAT代码为005022。

## 友好城市
- 德國布拉肯海姆
- 法國莎尼-馬岡（英语：Charnay-lès-Mâcon）
- 波蘭Zbrosławice（英语：Gmina Zbrosławice）
- 匈牙利陶爾瑙萊萊斯